# 恩里克·多拉多
喬瑟·恩里克·达席尔瓦·多拉多（José Henrique da Silva Dourado，1989年9月15日—），是一名巴西職業足球運動員，司職前鋒，曾效力於中國超級足球聯賽球隊河南建业。

## 职业生涯

### 河南建业
2019年3月1日，多拉多加盟中超球队河南建业，两天后，在他的首秀比赛中就为球队打入一球，但是被秦升犯规后受伤下场，赛后诊断为胫骨骨折，仅仅打了一场比赛后就赛季报销。
在2022年中國足球超級聯賽第14輪河南嵩山龍門2-2戰和武漢長江的比賽中，多拉多故意將當值主裁馬寧撞翻。馬寧並未當時做出判罰，後經視頻助理裁判提醒向其出示紅牌。8月26日，中國足協向多拉多開出重磅罰單，對其處以停賽12個月，罰款20萬元的處罰。11月24日，河南队宣布与外援多拉多解约。

### 克鲁塞罗
2023年4月18日，多拉多宣布加盟克鲁塞罗。

## 榮譽

### 個人
- 巴西甲組足球聯賽神射手: 2017[5]
- 巴西甲組足球聯賽年度最佳陣容: 2017[6]

## 外部連結
- 恩里克·多拉多於ForaDeJogo的個人資料
- Soccerway資料庫：恩里克·多拉多